# Claudio Calmet
Claudio Marcelo Calmet Olano (Lima, 2 de agosto de 1982) es un actor y comunicador peruano. Conocido por sus participaciones en diferentes producciones del cine, la televisión y el teatro nacionales.

## Biografía
Nació el 2 de agosto de 1982 en Lima, bajo el nombre completo de Claudio Marcelo Calmet Olano.[cita requerida] Es el hijo de Óscar Calmet Fritz y de Betty Olano.[cita requerida] Estudió la facultad de comunicación audiovisual en la Pontificia Universidad Católica del Perú, y a la vez, apostaría por su talento en la actuación, estudiando la carrera de artes escénicas en el mismo centro educativo.
Comenzó su carrera artística en  2005 como actor de teatro, formando parte de la Compañía Teatral de la Municipalidad del distrito de Miraflores, en la capital Lima, dirigida por el primer actor Leonardo Torres Descalzi. A partir de esa época, bajo la batuta de Torres Descalzi, formaría parte de los elencos principales de las obras teatrales El viejo celoso y la adaptación de Ramón del escritor español Sergi Belbel. Previo a su debut, se formó en la actuación en los talleres de Gustavo Cabrera y Leonardo Torres Vilar.
Tras recibir la invitación de Torres Vilar, se incorpora al elenco central de la adaptación local de la obra teatral biográfica Julio César, conformando el reparto junto a los otros experimentados actores del medio Óscar Carrillo, Mario Velásquez, Carlos Mesta, Leonardo Torres Descalzi y Leonardo Torres Vilar.
En 2008, formó parte del reparto principal del mismo formato Los árboles mueren en pie, bajo la dirección de Rosa Wunder, contando con la presencia de los actores egresados de la escuela de Leonardo Torres Vilar. en  2010, participa en el elenco de la comedia Cuadros de amor y humor al fresco, dirigida por Pold Gastello y estrenada en el Teatro Mocha Graña.
En 2011, fue parte del reparto secundario de la telenovela La Perricholi y se une al elenco principal de la obra de teatro El dragón de oro para la Compañía Ópalo, que tras su gran interpretación, le valió recibir el galardón de «Mejor actor de reparto» por parte de los Premios El Oficio Crítico 2011.
En los siguientes años, continuó con su carrera actoral, participando en la obra teatral La eternidad de los ojos al lado de Sonia Seminario, volviendo a ganar la categoría de «Mejor actor de reparto» en los Premios El Oficio Crítico. Además, fue parte del elenco principal de la obra teatral Tu madre, la Concho en 2017, compartiendo escena con la fallecida primera actriz Claudia Dammert, siendo estrenada más tarde en  2020 en el formato virtual, durante la pandemia de COVID-19.
En 2014, se suma al reparto central de la obra de teatro Katrina Kunetsova y el clítoris gigante con Kareen Spano, Luis Baca, Sergio Paris, Giani Chichizola y Hernán Romero, interpretando al personaje de San Juan Nepomuceno.
Asume el protagónico de la otra producción teatral La estación de la viuda en  2016, junto a Lucía Irurita, retomando el papel para la segunda temporada del año siguiente y la tercera temporada de 2019.
Participó en la televisión peruana en  2017, dentro del reparto principal del remake Colorina de América Televisión, bajo el personaje de Francisco «Pancho» Mendoza, el jardinero de la familia Villamore y enamorado de Bertha López, con quién tendría dos hijos. A partir de ese año, firmaría un contrato exclusivo con la productora Sinargollas.
En 2018, protagoniza Paso peatonal al lado de Ana Rosa Liendo y Matías Raygada, bajo el papel de Alfredo, un padre de familia.[cita requerida] Al año siguiente, se incluye al reparto central de la obra ¡Cállate, Copperfield! como el ilusionista Mr. Murdstone y estrenada en el Teatro Británico.
En 2023, fue antagonista principal de la película peruana Reinas sin corona del cineasta Gino Tassara, interpretando a Leonardo, un hombre maltratador de mujeres. En ese año, fue protagonista de la obra teatral Años luz, compartiendo el rol junto a Natalia Cárdenas. En ese año, se suma al reparto central de la obra teatral Hermanas cómo quería nuestra madre.
En 2024, asume el coprotagónico de la obra infantil Chicha y ron junto a Joaquín Escobar y la dirección de Patricia Romero. Al año siguiente, asume el coprotagónico de la comedia Negocio familiar, bajo el papel de Bernardo Vargas Vargas, un hombre de familia acaudalada.

## Vida personal
Entre 2008 y 2022, mantuvo una relación sentimental con la actriz Kukuli Morante. Con ella tuvo un hijo, Kamil Calmet, nacido en 2014.

## Filmografía

### Teatro
- El viejo celoso (2005), reparto central.
- Ramón (2005), reparto principal.
- Julio César (2007), reparto central.
- Los árboles mueren de pie (2008), reparto central.
- Cuadros de amor y humor al fresco (2010), reparto principal.
- El dragón de oro (2011), reparto central.
- Libertinos (2012), reparto principal.
- Tres cuentos de los hermanos Grimm (2012), coprotagonista.
- La eternidad de los ojos (2013), reparto principal.
- Katrina Kunetsova y el clítoris gigante (2014), San Juan Nepomuceno (coprotagonista).
- La estación de la viuda (2016-2019), protagonista.
- Tu madre, la Concho (2017-2018), reparto principal.
- Los hermanos y el Duende Safir, reparto central.
- Paso peatonal (2018), Alfredo (protagonista).
- ¡Cállate, Copperfield! (2019), Mr. Murdstone (reparto central).
- El hombre intempestivo (2019), reparto principal.
- Momo (2020), protagonista.
- Día de suerte (2023-2024), reparto central.
- Chicha y ron (2024), coprotagonista.
- Negocio familiar (2024-2025), Bernardo Vargas Vargas (coprotagonista).
- El Crèmebrûlée (2024), Joaquín (protagonista).
- ¿Quién mató a Palomino Molero? (2024-2025), el Mono/Teniente Dufó (reparto central).
- La última novela del inspector Torres (2025), Inspector Torres (protagonista).
- Esto si es personal (2025), protagonista.

### Televisión
- Clave uno: médicos en alerta (Frecuencia Latina; 2010), reparto secundario.
- Operación Rescate (Panamericana Televisión; 2010), reparto central.
- Tribulación (América Televisión; 2011), Gino (reparto central).
- Avenida Perú (ATV; 2013), Thiago Pereira Isasi (reparto principal).
- Amores que matan (América Televisión; 2015), reparto central.
- Pulseras rojas (América Televisión; 2015), Juan Carlos (reparto principal).
- San Martín de Porres (EWTN; 2017), Juan Vásquez Parra (reparto principal).
- Cumbia pop (América Televisión; 2018), Alberto Carhuancho Rojas (reparto recurrente).
- El último bastión (TV Perú; 2018-2019), José Faustino Sánchez Carrión (reparto principal).
- Colorina (América Televisión; 2017-2018), Francisco «Pancho» Mendoza del Águila (reparto principal).
- Aislados: La serie (2020), reparto central.
- La rosa de Guadalupe Perú (América Televisión; 2020-2025), varios roles (Iván/Pablo (adulto)/Félix).
- Brigada de monstruos (2020-2021), Argus (voz de doblaje).
- Junta de vecinos (América Televisión; 2021-2022), Alonso Martínez (reparto principal).
- Brujas (Vix; 2025), Dr. Hugo Román (reparto recurrente).
- Nina de azúcar (América Televisión; 2025), Doctor (reparto recurrente).

### Cine
- Todos y nadie (2008), Hombre 2 (reparto secundario).
- La amante del Libertador (2014), Alejandro (reparto principal).
- Dress in Black (2017), Padre (reparto principal).
- Utopía (2018), Ronny Ross (reparto central).
- Caiga quien caiga (2018), Testaferro (reparto principal).
- Reinas sin corona (2023), Leonardo (antagonista principal).
- Reinas (2024), reparto principal.

## Premios y nominaciones
| Año  | Premios                   | Categoría              | Trabajo                  | Resultado | Ref.  |
| ---- | ------------------------- | ---------------------- | ------------------------ | --------- | ----- |
| 2011 | Premios El Oficio Crítico | Mejor actor de reparto | El dragón de oro         | Ganador   | [ 1 ] |
| 2013 | Premios El Oficio Crítico | Mejor actor de reparto | La eternidad de los ojos | Ganador   | [ 1 ] |
| 2018 | Premios El Oficio Crítico | Mejor actor de reparto | La estación de la viuda  | Ganador   | [ 1 ] |